# NGC 878
NGC 878 é uma galáxia espiral (Sa) localizada na direcção da constelação de Cetus. Possui uma declinação de -23° 23' 04" e uma ascensão recta de 2 horas, 17 minutos e 54,2 segundos.
A galáxia NGC 878 foi descoberta em 1886 por Frank Leavenworth.